# メキシドラコン
メキシドラコン（学名：Mexidracon）は、メキシコのコアウイラ州から産出したオルニトミモサウルス類の獣脚類恐竜の1属である。現在は部分的な骨格が見つかっているタイプ種M. longimanusのみが知られており、2020年に記載されたデイノケイルス科のパラゼニサウルスに続く2例目となるコアフイラ層産のオルニトミモサウルス類恐竜としても知られている。

## 発見と命名
メキシドラコンのホロタイプ標本BENC 32/2-0001 は、メキシコのコアウイラ州に分布するDifunta層群セロ・デル・プエブロ層のロマ・プリエタ産地で2014年に発見された。標本は部分的に関節しており、背椎、仙椎、尾椎、血道弓、左前肢の一部（上腕骨と第1中手骨から第3中手骨まで）、腰帯の一部、後肢の一部（完全な左大腿骨と脛骨、右大腿骨と脛骨の一部、腓骨近位部の一部、第3および第4遠位足根骨、左第2中足骨から第4中足骨、4本の足趾骨）で構成されていた。
これらの化石に基づいて、Serrano-Brañas et al. (2025)はオルニトミモサウルス類の新属新種としてタイプ種M. longimanusを命名した。属名は「メキシコのドラゴン」を意味し、メキシコを意味する「mexi」と、ギリシャ語で「龍」「ドラゴン」「ヘビ」を意味する「drakon」からなる。また種小名「longimanus」は「長い手」を意味し、長く発達した手から由来している。